# Сан-Дієго (Техас)
Сан-Дієго (англ. San Diego) — місто (англ. city) в США, в округах Дювал і Джим-Веллс штату Техас. Населення — 3748 осіб (2020).

## Географія
Сан-Дієго розташований за координатами 27°45′39″ пн. ш. 98°14′20″ зх. д. / 27.76083° пн. ш. 98.23889° зх. д. (27.760891, -98.238906).  За даними Бюро перепису населення США в 2010 році місто мало площу 4,92 км², уся площа — суходіл.

## Демографія
Згідно з переписом 2010 року, у місті мешкало 4488 осіб у 1496 домогосподарствах у складі 1110 родин. Густота населення становила 912 осіб/км².  Було 1818 помешкань (369/км²).
Расовий склад населення:
| - 88,9 % — білих - 0,4 % — чорних або афроамериканців - 0,2 % — корінних американців - 0,1 % — азіатів - 8,8 % — осіб інших рас |

До двох чи більше рас належало 1,6 %. Частка іспаномовних становила 94,0 % від усіх жителів.
За віковим діапазоном населення розподілялося таким чином: 29,5 % — особи молодші 18 років, 56,0 % — особи у віці 18—64 років, 14,5 % — особи у віці 65 років та старші. Медіана віку мешканця становила 33,4 року. На 100 осіб жіночої статі у місті припадало 90,4 чоловіків;  на 100 жінок у віці від 18 років та старших — 86,5 чоловіків також старших 18 років.
Середній дохід на одне домашнє господарство  становив 44 151 долар США (медіана — 24 273), а середній дохід на одну сім'ю — 44 517 доларів (медіана — 34 083). За межею бідності перебувало 33,9 % осіб, у тому числі 51,8 % дітей у віці до 18 років та 12,6 % осіб у віці 65 років та старших.
Цивільне працевлаштоване населення становило 1555 осіб. Основні галузі зайнятості: освіта, охорона здоров'я та соціальна допомога — 33,4 %, сільське господарство, лісництво, риболовля — 19,8 %, виробництво — 9,5 %, роздрібна торгівля — 8,6 %.